# Javiera Román
Javiera Román (Concepción) es una copilota (navegante) de rally chilena, primera mujer campeona del Rally Mobil Chile en la categoría R2, además de la primera representante chilena en la WIMC. Participó en la versión 2019 del Campeonato Mundial de Rally realizada en Chile, siendo la única participante mujer.

## Trayectoria
Con interés en los autos desde temprana edad, siempre buscó la manera de acercarse a ellos, a pesar de que sus padres intentaron orientar su carrera profesional hacia otras disciplinas, uno de sus primeros acercamientos con el Rally Mobil fue trabajando como anfitriona, trabajo a partir del cual, se fue adentrando en el mundo de los deportes de motor.

### Comienzos
Su carrera como navegante comenzó en 2015, debutó en el Rally Mobil de ese año, en la carrera realizada en Osorno junto al piloto Guillermo Walper, sacando la 5.a posición en la categoría N3.

| Año  | Rally                                    | Piloto           | Categoría | Automóvil   | Posición |
| ---- | ---------------------------------------- | ---------------- | --------- | ----------- | -------- |
| 2018 | Rally Mobil Chile (Río Bueno - La Unión) | Martín Scuncio   | R2        | Peugeot 208 | 1        |
| 2019 | Rally Mobil Chile (Los Ángeles)          | Martín Scuncio   | R5        | Hyundai i20 | s/i      |
| 2015 | Rally Mobil Chile (Osorno)               | Guillermo Walper | N3        | s/i         | 5        |